# 26500 Toshiohino
26500 Toshiohino este un asteroid din centura principală de asteroizi.

## Descriere
26500 Toshiohino este un asteroid din centura principală de asteroizi. A fost descoperit pe 2 februarie 2000 la Ōizumi de Takao Kobayashi. Asteroidul prezintă o orbită caracterizată de o semiaxă mare de 2,60 ua, o excentricitate de 0,15 și o înclinație de 14,7° în raport cu ecliptica.